# Trotopera maranharia
Trotopera maranharia là một loài bướm đêm trong họ Geometridae.